# Арболь-де-Пьедра
А́рболь-де-Пьедра (исп. Árbol de Piedra — «каменное дерево») — изолированное каменное образование в национальном заповеднике Эдуардо Авароа в юго-западной части Боливии примерно в 18 километрах к северу от Лагуна-Колорадо.
Арболь-де-Пьедра возвышается на фоне песчаных дюн пустыни Силоли на 5 метров и по форме напоминает низкорослое дерево. Такая форма возникла из-за корразии.

## Туризм
Арболь-де-Пьедра объявлен памятником природы и является популярным местом среди туристов, отправляющихся в туры по юго-западной части Боливии.